# Bo Swenson
Knut Bo Lennart Swenson, född 15 juni 1932 i Stockholm, död 14 maj 2022, var en svensk målare och grafiker. 
Swensson studerade vid Kungliga konsthögskolan i Stockholm 1958–1963 och genom självstudier under resor till Nederländerna, Frankrike och Italien. Han tilldelades ett stipendium från Konsthögskolan 1961 och ett stipendium från H Ax:son Johnsons stiftelse 1962. I sin tidiga konst tog han starkt intryck av den nyexpressionistiska stilen som representerades av Torsten Renqvist men han kom med tiden att hitta en egen stil. Swenson fick Prins Eugen-medaljen 2013. Han var medlem av Konstakademien. Tillsammans med Sonja Forslin och Ulf Aschan ställde han ut i Örnsköldsvik och tillsammans med Karl Göte Bejemark i Uppsala samt tillsammans med Berto Marklund på Galerie Blanche i Stockholm. Han medverkade i samlingsutställningar på Liljevalchs Stockholmssalonger, Riksförbundet för bildande konst, Gotlands konstförenings sommarsalonger i Visby och Göteborgs konsthall. Hans konst består av naturlyriska annotationer, stämningslägen, landskap och han målar ofta hela sviter över samma motiv och motivskildringar i en fortgående tid. Swenson är representerad vid Moderna museet och Kalmar konstmuseum.
| ”                                 | Han älskar starka färger, särskilt rött. Hans dukar är stora och myllrande abstrakta. Rörelsen är ständigt närvarande i hans verk – poetisk och otålig och osentimental. Han målar för att minnas, men han målar också det som finns kvar. Här finns en japansk inspiration, en tunn andlighet. Här finns också vadställena, dammarna, rörelsen över floden, lövverken, stränderna. Han för också en dialog över decennier och sekler med andra målare. | „ |
| – Presentation av Vadställen 2007 | |   |